# Variations sur un thème de Haydn
Pour les articles homonymes, voir Introduction, thème et variations.

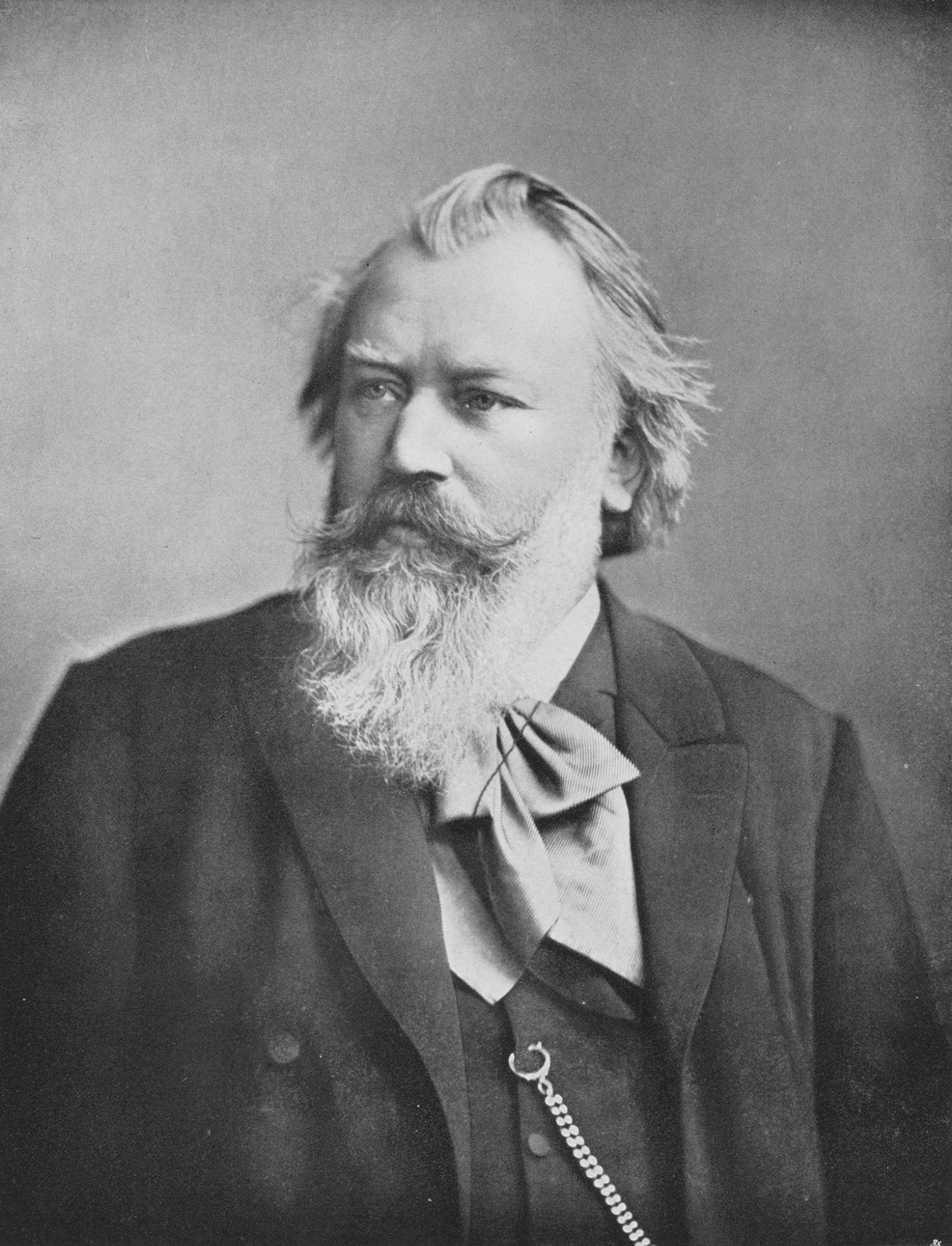
Johannes Brahms.

Les Variations sur un thème de Haydn, op. 56  (allemand : Variationen über ein Thema von Haydn) est une œuvre orchestrale en variations de Johannes Brahms, composée pendant l'été 1873. Cette œuvre est constituée d'un thème en si bémol majeur, de huit variations et d'un finale.
Le thème est extrait du choral Saint-Antoine de la Feldpartie en si bémol majeur, Hob. II/46 de Joseph Haydn. Brahms a écrit huit variations sur ce thème, plus un final. Le finale est une passacaille magnifique, dont le point culminant, une reformulation du choral, est un moment d'une grande transcendance, au point que Brahms, habituellement austère, se permet l'utilisation d'un triangle.
Deux versions existent : une version pour deux pianos, celle que Brahms a écrite en premier (mais désignée Op. 56b), et une version pour orchestre, dénommée op. 56a.
Cette dernière version est considérée comme « la première série de variations indépendantes pour orchestre dans l'histoire de la musique ». L'orchestre contient un piccolo, deux flûtes deux hautbois, deux clarinettes, deux bassons, un contrebasson, quatre cors (2 en mi bémol, 2 en si bémol), 2 trompettes, des timbales, un triangle ainsi que la composition habituelle des cordes (premiers et seconds violons,  altos, violoncelles et contrebasses).
C'est la première œuvre véritablement symphonique du musicien si on oublie deux sérénades de jeunesse ainsi que son premier concerto pour piano, écrit quatorze ans auparavant. L'œuvre annonce les futures symphonies du compositeur.
La première représentation de la version orchestrale a été donnée le 2 novembre 1873 par l'Orchestre philharmonique de Vienne sous la direction de Brahms lui-même.
L'exécution dure environ 18 minutes.

## Origine du thème
Malgré le titre de l'œuvre, de nombreux débats ont lieu depuis les années 1950 pour savoir si le thème est réellement de Haydn. En 1870, un ami de Brahms, Carl Ferdinand Pohl (le bibliothécaire de la Société philharmonique de Vienne), qui travaillait sur une biographie de Haydn à l'époque, a montré à Brahms une transcription qu'il avait faite d'une pièce attribuée à Haydn intitulée Divertimento no 1. Le second mouvement portait le titre « Choral de Saint Antoine ».
Eduard Hanslick a supposé que le choral avait été à l'origine une chanson de pèlerinage. Il a suggéré que l'hymne aurait pu être chanté en l'honneur de Saint Antoine de Padoue lors de la commémoration des pénitents, qui ont fait un pèlerinage dans une chapelle particulière de Saint-Antoine dans le Burgenland, où ils étaient attendus des Frères Miséricordieux.
Bien que le titre original soit toujours préféré de l'usage courant, Variations sur le Choral de Saint-Antoine  est le nom privilégié par ceux qui s'opposent à perpétuer une attribution probablement erronée. Même si le nom, toutefois, nous en dit très peu : à ce jour, aucune autre mention du soi-disant Choral de Saint Antoine n'a été trouvée. Certaines sources indiquent que le Divertimento a probablement été écrit par Ignaz Pleyel, même si cela n'a pas été définitivement établi. Mais même dans ce cas, une autre question se poserait, à savoir si le compositeur de ce Divertimento a bel et bien écrit le Choral de Saint Antoine ou a simplement cité un thème tiré d'une source inconnue.

## Le thème
Le thème commence par une période de dix mesures avec reprises qui se compose d'un antécédent et conséquent de cinq mesures chacun. Ce découpage en cinq mesures est peu banal ; cela est susceptible d'avoir attiré l'attention de Brahms.
Ci-dessous, l'antécédent de ce thème:
Et le conséquent:

## Les huit variations
Presque sans exception, les huit variations suivent la structure de la phrase du thème ainsi que sa structure harmonique, quoique moins strictement. Chaque variation possède un caractère distinctif, rappelant plusieurs formes et techniques des époques antérieures, certaines affichant une maîtrise du contrepoint rarement rencontrée dans la musique romantique.
La première variation utilise des cloches, la seconde un retour du thème en mineur, la quatrième en soupir, la sixième en thème de chasse avec des cors. La dernière variation donne un sentiment mystérieux.

## Le finale
Ce finale a la particularité d'être une passacaille : une basse obstinée de cinq mesures, introduite par les violoncelles et contrebasses, puis suivie par les autres instruments, va être répétée 18 fois. Ainsi, cette dernière partie de l'œuvre de Brahms est elle-même un thème et variations : elle est constituée de 18 mini-variations, chacune soutenue par cette basse obstinée, dont l'air vient directement du thème du Choral de Saint Antoine :
L'exposition du thème de la basse donne lieu à un premier épisode en style d'orgue (mesures 361 à 380). Puis vient un second épisode (mesures 381 à 400) amplifiant le premier. Un troisième épisode fait apparaître un contre-sujet de caractère lyrique confié aux premiers violons (mesures 401 à 422) où le thème obstiné continue de se faire entendre, soit aux contrebasses, soit aux altos, soit aux cor. Une brève transition de cinq mesures amène un quatrième épisode où l'ostinato apparaît d'abord au hautbois (mesures 426 à 448), et l'œuvre conclut sur un retour du choral initial traité ici avec plus d'ornementation.
Juste avant la fin de la pièce, dans la coda du Finale, Brahms cite un passage qui est réellement de Haydn. Dans les mesures 463 et 464, les altos et les violoncelles citent en écho les violoncelles de la mesure 148 du deuxième mouvement de la dernière symphonie de Haydn, celle-ci étant l'un des plus beaux exemples de travail de pionnier de Haydn sous la forme de variation symphonique. Paradoxalement, cette allusion est dans doute la seule à avoir un lien avec Haydn.
Cette passacaille n'est pas sans rappeler la Passacaille et fugue en do mineur pour orgue de Johann Sebastian Bach. Celle-ci est constituée de 21 variations, chacune soutenue par une basse obstinée de 8 mesures. La dernière variation (no 21) est une fugue à quatre voix (avec deux contre-sujets), formant un contrepoint renversable à 3 voix.

## Structure générale de l'œuvre
|                      | Mesure no | Indication de tempo (op. 56b) | Indication de tempo (op. 56a, si différent de op.56b) | Tonalité principale | Métrique |
| -------------------- | --------- | ----------------------------- | ----------------------------------------------------- | ------------------- | -------- |
| Thème                | 1         | Andante                       |                                                       | Si Majeur           | 2/4      |
| Variation no 1       | 30        | Poco più animato              | Andante con moto                                      | Si Majeur           | 2/4      |
| Variation no 2       | 59        | Più vivace                    | Vivace                                                | Si mineur           | 2/4      |
| Variation no 3       | 88        | Con moto                      |                                                       | Si Majeur           | 2/4      |
| Variation no 4       | 146       | Andante con moto              | Andante                                               | Si mineur           | 3/8      |
| Variation no 5       | 206       | Vivace                        | Poco presto                                           | Si Majeur           | 2/4      |
| Variation no 6       | 264       | Vivace                        |                                                       | Si Majeur           | 2/4      |
| Variation no 7       | 293       | Grazioso                      |                                                       | Si Majeur           | 6/8      |
| Variation no 8       | 322       | Presto non troppo             | Poco presto                                           | Si mineur           | 3/4      |
| Finale : Passacaille | 361       | Andante                       |                                                       | Si Majeur           | 2/2      |

## Remarques
Au moment où Brahms termine ces variations, il avait déjà publié plusieurs ensembles de variations sur des thèmes de Schumann (1854), Haendel (1861), et Paganini (1862), souvent bien accueillies par la critique. Mais lui-même reste critique quant à la façon dont lui et ses contemporains manipulent ce genre. Il écrit au violoniste Joseph Joachim en 1856 :

« Il m'arrive de réfléchir sur la forme du thème et variation, et il me semble qu'il devrait être plus sobre, plus pur. Les compositeurs de l'ancien temps gardaient strictement la base du thème comme leur vrai sujet. Beethoven varie si bien la mélodie, l'harmonie et les rythmes. Mais il me semble qu'un grand nombre de modernes… s'accrochent nerveusement à la mélodie, mais sans la manipuler librement, sans arriver à en faire quelque chose de neuf, en se contentant de la surcharger »